# Toktar Aubakirov
Toktar Ongarbajuli Aubakirov (Kazachs: Тоқтар Оңғарбайұлы Әубәкіров) (Karaganda, 27 juli 1946) is een Kazachs voormalig ruimtevaarder. Aubakirov zijn eerste en enige ruimtevlucht was Sojoez TM-13 en begon op 2 oktober 1991. Het was de dertiende Russische expeditie naar het ruimtestation Mir en maakte deel uit van het Sojoez-programma.
Aubakirov werd in 1991 geselecteerd om te trainen als astronaut. In 1993 werd hij directeur van KazCosmos, de National Aerospace Agency van Kazachstan.
Aubakirov ontving meerdere onderscheidingen en titels, waaronder Held van de Sovjet-Unie, de Orde van de Held van Kazachstan en de Leninorde. 